# Liste dänischer Erfinder und Entdecker
Die Liste dänischer Erfinder und Entdecker ist eine Liste von Erfindern und Entdeckern aus Dänemark in alphabetischer Reihenfolge des Familiennamens.

## B
- Vitus Bering: Seefahrer, Beweis, dass Asien und Nordamerika nicht miteinander verbunden sind; Zweite Kamtschatkaexpedition, Entdeckung der Beringinsel, Benennung der Beringstraße und des Beringmeers nach ihm

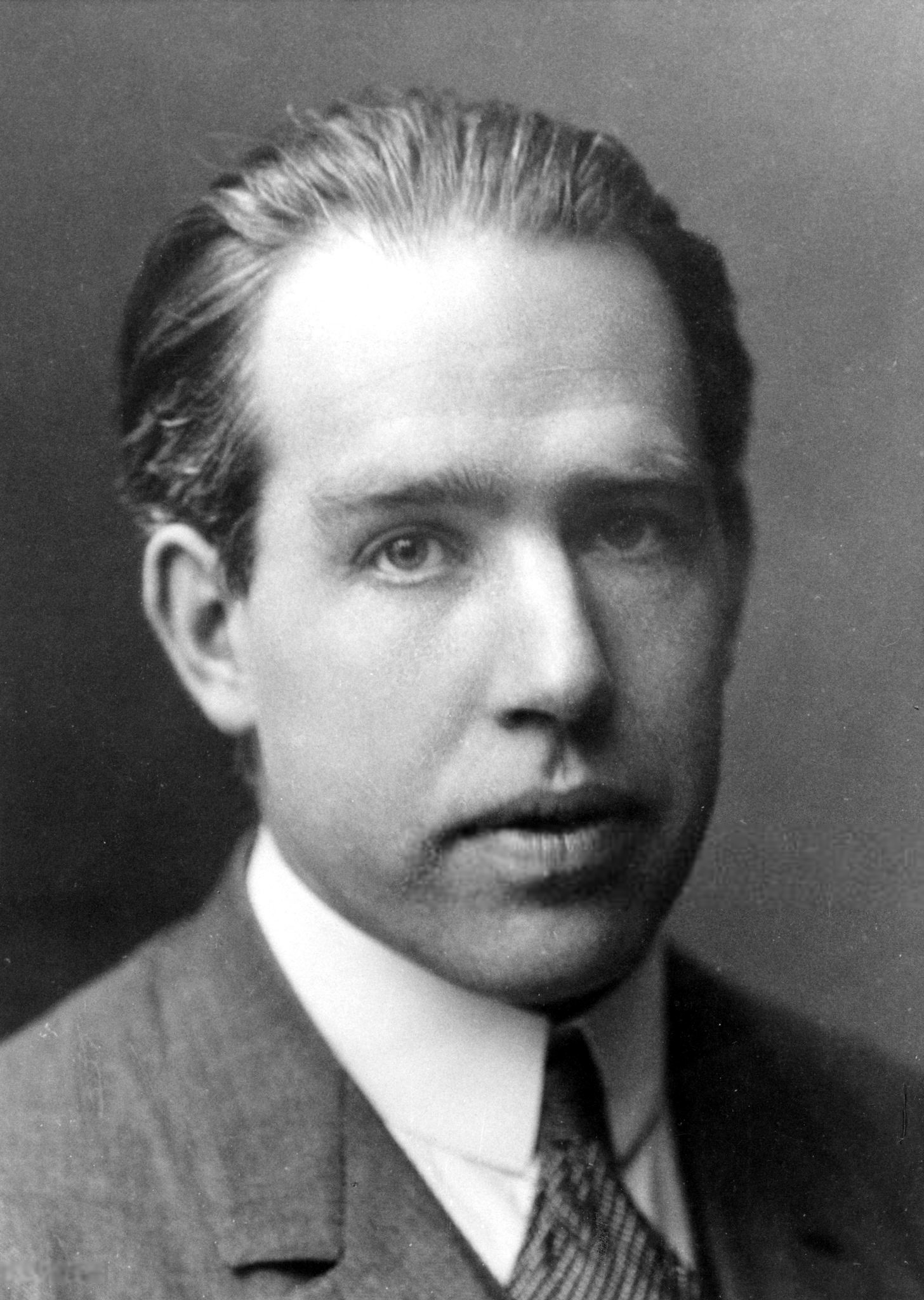
Niels Bohr

- Aage Niels Bohr: Nobelpreis für die Entdeckung der Verbindung zwischen kollektiver und Teilchen-Bewegung in Atomkernen und die Entwicklung der Theorie von der Struktur der Atomkerne, basierend auf dieser Verbindung

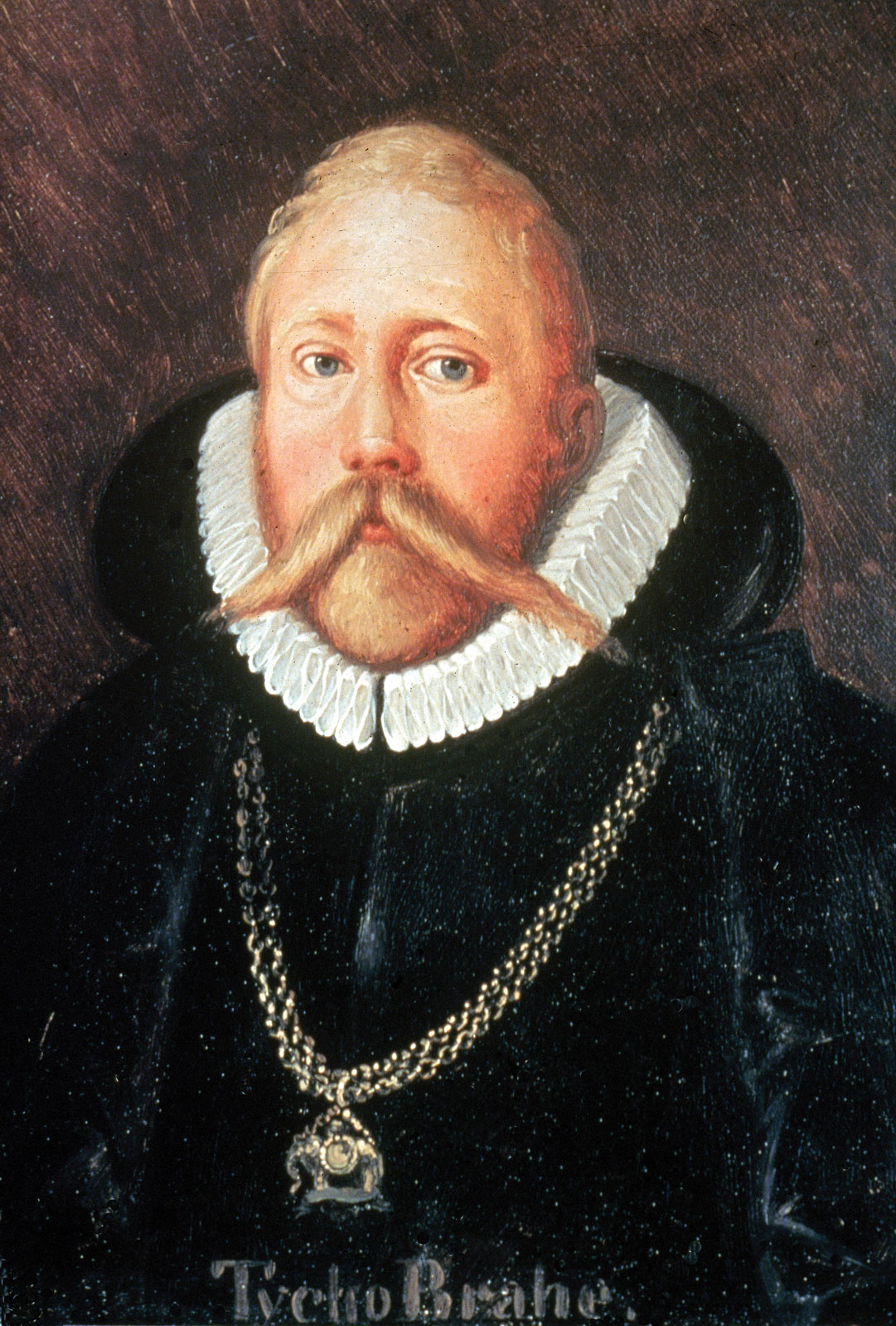
Tycho Brahe

- Niels Bohr: Nobelpreis für Verdienste um die Erforschung der Struktur der Atome und der von ihnen ausgehenden Strahlung

- Tycho Brahe: Astronom

## C
- Ole Kirk Christiansen: Lego 1949, Patent 1958

## D
- Henrik Dam: Nobelpreis für die Entdeckung des Vitamin K

## E
- Jacob Christian Hansen Ellehammer: Pionier des Flugzeugbaus

## F
- Niels Ryberg Finsen: Nobelpreis in Anerkennung seines Beitrags zur Behandlung von Krankheiten, insbesondere von Lupus vulgaris, mittels konzentrierter Lichtstrahlen, durch die er der medizinischen Wissenschaft einen neuen Weg erschloss

## H
- Ejnar Hertzsprung: Astronom, Hertzsprung-Russell-Diagramm
- Søren Hjorth: dynamoelektrisches Prinzip, selbsterregte Dynamomaschine, Patent 1854

## K
- Niels Kaj Jerne: Nobelpreis für Theorien über den spezifischen Aufbau und die Steuerung des Immunsystems und für die Entdeckung des Prinzips der Produktion von monoklonalen Antikörpern
- Johan Kjeldahl: Chemiker, Erfinder des Kjeldahl-Kolben, Kjeldahlsche Stickstoffbestimmung
- August Krogh: Nobelpreis für die Entdeckung des kapillarmotorischen Regulationsmechanismus

## L
- Ludvig Lorenz: Physiker, Lorenz-Eichung und Mie-Streuung (gemeinsam mit Gustav Mie)

## M
- Rasmus Malling-Hansen: Skrivekugle (Schreibmaschine) 1841 oder 1865

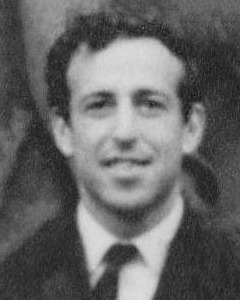
Ben Mottelson

- Christian Møller: Physiker, Møller-Streuung
- Ben Mottelson: Nobelpreis für die Entdeckung der Verbindung zwischen kollektiver und Teilchen-Bewegung in Atomkernen und die Entwicklung der Theorie von der Struktur der Atomkerne, basierend auf dieser Verbindung

## O

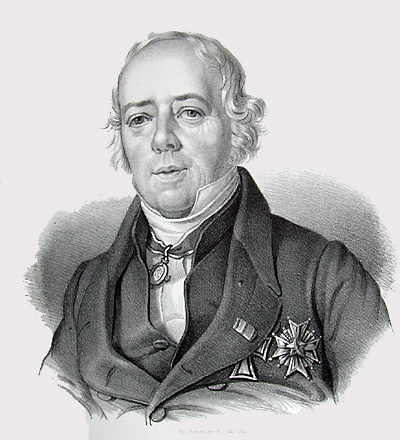
Hans Christian Ørsted

- Hans Christian Ørsted: Piperidin 1819, Piezometer und Amperemeter 1820, Aluminiumherstellung 1825

## P
- Mikael Pedersen: unter anderem das Pedersenfahrrad
- Valdemar Poulsen: Tonbandgerät („Telegraphon“) 1898/99

Poul la Cour

- Poul la Cour: Miterfinder der modernen Windkraftanlagen

## R
- Ole Rømer: Astronom, Nachweis, dass die Lichtgeschwindigkeit endlich ist

## S
- Jens Christian Skou: Nobelpreis für die Entdeckung des ionentransportierenden Enzyms Natrium-Kalium-ATPase
- Søren Sørensen: Festlegung der pH-Wert-Skala
- Nicolaus Steno (1638–1686): Naturforscher, Stratigraphisches Prinzip